# ロンリー・マイセルフ・サーガ
『ロンリー・マイセルフ・サーガ』は、葉山ユーキによる日本のライトノベル。イラストは一葉モカが担当している。オーバーラップ文庫（オーバーラップ）より2013年4月から同年9月まで刊行された。

## 登場人物
※声はCDのみ

### メインキャラクター
八坂 信輝(やさか のぶてる)
声 - 柿原徹也
本作の主人公。『神成り』の儀で半神様になった。
八坂 命(やさか みこと)
声 - 日高里菜
信輝の従妹。『神成り』の儀で神殺し（ディスオーダー）になった。
出雲 鈴(いずも すず)
声 - 浅倉杏美
幼馴染み。
津島 健(つしま けん)

### 神様
住吉 アキハ(すみよし あきは)
声 - 赤﨑千夏
身長 - cm / B88(E)/W/H87
信輝の教育係兼補佐役。
浅間 サクヤ(あさまの さくや)
花織神社の神様。縁結びの神社であり、桜の名所としても有名な場所。
幡多浦様(はたうらさま)
幡多浦神社の先代。

## 既刊一覧
- 葉山ユーキ（著）・一葉モカ（イラスト） 『ロンリー・マイセルフ・サーガ』 オーバーラップ〈オーバーラップ文庫〉、全2巻
  1. 2013年4月25日発売[1]、ISBN 978-4-906866-13-7
  2. 2013年9月25日発売[2]、ISBN 978-4-906866-30-4

## 関連商品

### CD
| 発売日        | タイトル                                   | 規格品番  |
| ------------- | ------------------------------------------ | --------- |
| 2013年4月25日 | ロンリーマイセルフサーガ ドラマCD 天地開闢 | TORA-0077 |

- ロンリーマイセルフサーガ ドラマCD 天地開闢
主題歌付き。とらのあな専売。
主題歌「ヒカリ」
作詞 - せんせい。 / 作曲・編曲 - 羽鳥風画 / 歌 - 八坂命（cv 日高里菜）